# کودک (مجموعه تلویزیونی)
کودک (به ترکی استانبولی: Çocuk) مجموعۀ تلویزیونی ترکیه‌ای در ژانر درام و خانوادگی است. فیلمنامه این مجموعه توسط نازلی سونلو کاچان و هلال ییلدیز نوشته شده است‌. پخش این مجموعه از ۹ سپتامبر ۲۰۱۹ از کانال استار تی‌وی ترکیه شروع و در  ۲۸ ژانویه ۲۰۲۰ به پایان رسید. 

## بازیگران و شخصیت‌ها
| بازیگر             | نقش               | قسمت  | توضیحات |
| ------------------ | ----------------- | ----- | ------- |
| نازان کسال         | آسیه کاراسو       | ۱-۱۸  | اصلی    |
| سرهات تئومان       | علی کمال کاراسو   | ۱-۱۸  | اصلی    |
| اسماعیل حاجی اوغلو | حسن چتین          | ۱-۱۸  | اصلی    |
| مروه چاعیران       | آکچا ییلماز/ چتین | ۱-۱۸  | اصلی    |
| جیدا آتش           | شعله کاراسو       | ۱-۱۸  | اصلی    |
| کنعان آجار         | مورات کاراسو      | ۱-۱۸  | اصلی    |
| Turgay Kantürk     | رضا کاراسو        | ۱۶-۱۸ | اصلی    |
| Okday Korunan      | عثمان شاهین       | ۱-۱۸  | مکمل    |
| Nimet iyigün       | امینه ییلماز      | ۱-۱۸  | مکمل    |
| Selda Aktuna       | ملک شاهین         | ۱-۱۸  | مکمل    |
| Mehmet Emin Güney  | افه کاراسو        | ۱-۱۸  | مکمل    |
| Aylin Aras         | عایشه شاهین       | ۱-۱۸  | مکمل    |